# Jabłonowo I
Jabłonowo I (lub Jabłonowo Pierwsza; od 1962 miasto Jabłonowo Pomorskie) – dawna gmina wiejska istniejąca w latach 1934–1954 w woj. pomorskim/bydgoskim (dzisiejsze woj. kujawsko-pomorskie). Siedzibą władz gminy było Jabłonowo (obecna nazwa Jabłonowo Pomorskie).
Gmina zbiorowa Jabłonowo I została utworzona 1 sierpnia 1934 roku w powiecie brodnickim w woj. pomorskim z dotychczasowej jednostkowej gminy wiejskiej Jabłonowo. Nazwa Jabłonowo I została użyta aby gminę móc odróżnić od sąsiedniej wiejskiej gminy Jabłonowo II, również z siedzibą w Jabłonowie.
Po wojnie gmina zachowała przynależność administracyjną. 6 lipca 1950 roku zmieniono nazwę woj. pomorskiego na bydgoskie. Według stanu z dnia 1 lipca 1952 roku gmina nie była podzielona na gromady. Gmina została zniesiona 29 września 1954 roku wraz z reformą wprowadzającą gromady w miejsce gmin i została przekształcona w gromadę Jabłonowo. 18 lipca 1962 Jabłonowo otrzymało prawa miejskie.